# Сермерсок
Сермерсок (гренл. Kommuneqarfik Sermersooq) је једна од четири општине на Гренланду, основана 1. јануара 2009. године. Захвата површину од 531.900 km² и у њој према попису иѕ 2011. године живи 21.868 становника. Захвата југозападни, југоисточни и источни део острва, а седиште је град Нук. Општину чини 13 насеља.

## Географија
Општина захвата југозападни, југоисточни и источни део Гренланда, површину од 531.900 km². То је друга по величини општина на Гренланду по површини након Касуитсупа. На југу се граничи општином Кујалек чија се граница протеже до фјорда Алангорсуак. На западу се општина протеже до Лабрадорског мора.
На северозападу општина Самерсок се граничи са општином Кеката, и даље на север са општином Касуитсуп. На северу се општина граничи са Националним парком Североисточни Гренланд. На истоку се налази Гренландско море, а на југоистоку Дански пролаз који раздваја Гренланд од Исланда.

## Саобраћај
Сермерсок је једна од две општине која се простире и на западној и на источној стране острва, али је једина општина у којој су насеља на обе обале повезани летовима. У Нуку на западној обали је аеродром који се налази 4 км североисточно од града и матично је чвориште Ер Гренланда, националног превозника Гренланда. На источној обали су аеродром Кулусак у истоименом месту и аеродром Нерлерит Инат у месту Илокортормиут. Летови се на овим правцима обављају током целе године. Такође обаљају се и локални летови на западној обали између аеродрома у Нуку и Памиуту.
Већином током године, два–три пута недељно иде трајект који повезује насеља на западној обали. У Гренланду по подацима из 2004. било 72 аутобуса и 2.570 аутомобила, а већина њих се вози у Нуку.

## Језик
Западни дијалекат Гренландског језика се употребљава на западној обали, а источни дијалекат у местима на источној обали. У званичној употреби је и дански језик.

## Насељена места
Нук, Памиук и Тасилак су једини градови у општини Сермерсок и у њима живи једна трећина становника Гренланда. Број становника у њима расте последње две деценије.
| Бр. | Име               | Бивше име | Становника |
| --- | ----------------- | --------- | ---------- |
| 1   | Нук               |           | 16.454     |
| 2   | Тасилак           |           | 2.017      |
| 3   | Памиут            |           | 1.515      |
| 4   | Итокортормит      |           | 452        |
| 5   | Кумит             | —         | 331        |
| 6   | Калусук           |           | 267        |
| 7   | Кекертарсуатсијат |           | 203        |
| 7   | Сермилигак        | —         | 203        |
| 9   | Тинитекилак       | —         | 110        |
| 10  | Арсук             | —         | 106        |
| 11  | Исерток           | —         | 80         |
| 12  | Каписилит         | —         | 78         |
| 13  | Кангилингуит      |           | 42         |